# Calycomyza servilis
Calycomyza servilis är en tvåvingeart som beskrevs av Spencer 1973. Calycomyza servilis ingår i släktet Calycomyza och familjen minerarflugor. Inga underarter finns listade i Catalogue of Life.